# سوكر مامي
سوكر مامي (بالإنجليزية: Soccer Mommy)‏ هي مغنية وكاتبة أغاني أمريكية ولدت في 27 مايو 1997.

## روابط خارجية
سوكر مامي على موقع IMDb (الإنجليزية)
- سوكر مامي على موقع ميوزك برينز (الإنجليزية)
- سوكر مامي على موقع أول ميوزيك (الإنجليزية)
- سوكر مامي على موقع ديسكوغز (الإنجليزية)
- سوكر مامي على موقع قاعدة بيانات الفيلم (الإنجليزية)